# Androni Giocattoli-Sidermec/2016
Deze pagina geeft een overzicht van de Androni Giocattoli-Sidermec-wielerploeg in 2016.

## Algemeen
Algemeen manager: Gianni Savio
Ploegleiders: Giovanni Ellena, Roberto Miodini, Gianpaolo Cheula, Leonardo Canciani
Fietsmerk: Kuota
Kopman: Franco Pellizotti

## Transfers
| Inkomend          | Team 2015                         | Uitgaand           | Team 2016          |
| ----------------- | --------------------------------- | ------------------ | ------------------ |
| Mirko Selvaggi    | Wanty-Groupe Gobert               | Oscar Gatto        | Tinkoff            |
| Francesco Gavazzi | Southeast                         | John Ebsen         | One Pro Cycling    |
| Daniele Ratto     | Unitedhealthcare Pro Cycling Team | Gianfranco Zilioli | Nippo-Vini Fantini |
| Giorgio Cecchinel | Southeast                         | Andrea Zordan      | Team Roth          |
| Rodolfo Torres    | Colombia                          | Emanuele Sella     | Gestopt            |
| Davide Viganò     | Team Idea 2010 ASD                | Jackson Rodríguez  | Onbekend           |
| Egan Bernal       | Onbekend                          | Carlos Gálviz      | Onbekend           |
| Luca Pacioni      | Viris Maserati                    | František Padour   | Onbekend           |
|                   |                                   | Fabio Taborre      | Onbekend           |
|                   |                                   | Simone Stortoni    | Onbekend           |
|                   |                                   | Davide Appollonio  | geschorst          |
|                   |                                   | Yonder Godoy       | Willier-Southeast  |
|                   |                                   | Carlos Gimenez     | Onbekend           |

## Renners
| Naam                  | Geboortedatum | Nationaliteit | Ploeg 2015                        |
| --------------------- | ------------- | ------------- | --------------------------------- |
| Marco Bandiera        | 12-06-1984    | Italië        |                                   |
| Marco Benfatto        | 06-01-1988    | Italië        |                                   |
| Egan Bernal           | 13-01-1997    | Colombia      | Onbekend                          |
| Giorgio Cecchinel     | 24-06-1989    | Italië        | Southeast                         |
| Francesco Chicchi     | 27-11-1980    | Italië        |                                   |
| Tiziano Dall'Antonia  | 26-07-1983    | Italië        |                                   |
| Marco Frapporti       | 30-03-1985    | Italië        |                                   |
| Francesco Gavazzi     | 01-08-1984    | Italië        | Southeast                         |
| Alberto Nardin        | 30-04-1990    | Italië        |                                   |
| Luca Pacioni          | 13-08-1993    | Italië        | Viris Maserati                    |
| Franco Pellizotti     | 15-01-1978    | Italië        |                                   |
| Daniele Ratto         | 05-10-1989    | Italië        | Unitedhealthcare Pro Cycling Team |
| Mirko Selvaggi        | 11-02-1985    | Italië        | Wanty-Groupe Gobert               |
| Alessio Taliani       | 11-10-1990    | Italië        |                                   |
| Rodolfo Torres        | 21-03-1987    | Colombia      | Colombia                          |
| (ITT) Serghei Țvetcov | 29-12-1988    | Roemenië      |                                   |
| Davide Viganò         | 12-06-1984    | Italië        | Team Idea 2010 ASD                |

## Overwinningen
| Nationale kampioenschappen wielrennen Roemenië - tijdrit: Serghei Țvetcov Ronde van Bihor 1e etappe: Egan Bernal 2e etappe: Marco Benfatto 3e etappe: Marco Benfatto Eindklassement: Egan Bernal Boucles de la Mayenne 1e etappe: Francesco Chicchi Sibiu Cycling Tour 4e etappe: Davide Viganò | Ronde van Portugal 2e etappe: Francesco Gavazzi Ronde van China I 1e etappe: Marco Benfatto 2e etappe: Marco Benfatto 3e etappe: Raffaelo Bonusi 4e etappe: Mattia De Marchi 6e etappe: Marco Benfatto Eindklassement: Raffaelo Bonusi | Marco Pantani Memorial Francesco Gavazzi Ronde van China II 1e etappe: Marco Benfatto 4e etappe: Marco Benfatto 5e etappe: Marco Benfatto Eindklassement: Marco Benfatto |

1996 · 1997 · 1998 · 1999 · 2000 · 2001 · 2002 · 2003 · 2004 · 2005 · 2006 · 2007 · 2008 · 2009 · 2010 · 2011 · 2012 · 2013 · 2014 · 2015 · 2016 · 2017 · 2018 · 2019 · 2020 · 2021 · 2022